# سیان (جرقویه)
سیان روستایی در دهستان جرقویه سفلی بخش مرکزی شهرستان جرقویه استان اصفهان ایران است.

## جمعیت
بر پایه سرشماری عمومی نفوس و مسکن در سال ۱۳۹۵ جمعیت این روستا ۳۱۹ نفر (۱۰۹خانوار) بوده‌است.